# PZL Bielsko SZD-32
Die PZL Bielsko SZD-32 Foka 5 (deutsch Seehund) ist ein polnisches Leistungssegelflugzeug der Standardklasse. SZD steht für Szybowcowy Zakład Doświadczalny (Segelflugzeug-Entwicklungswerk).

## Geschichte

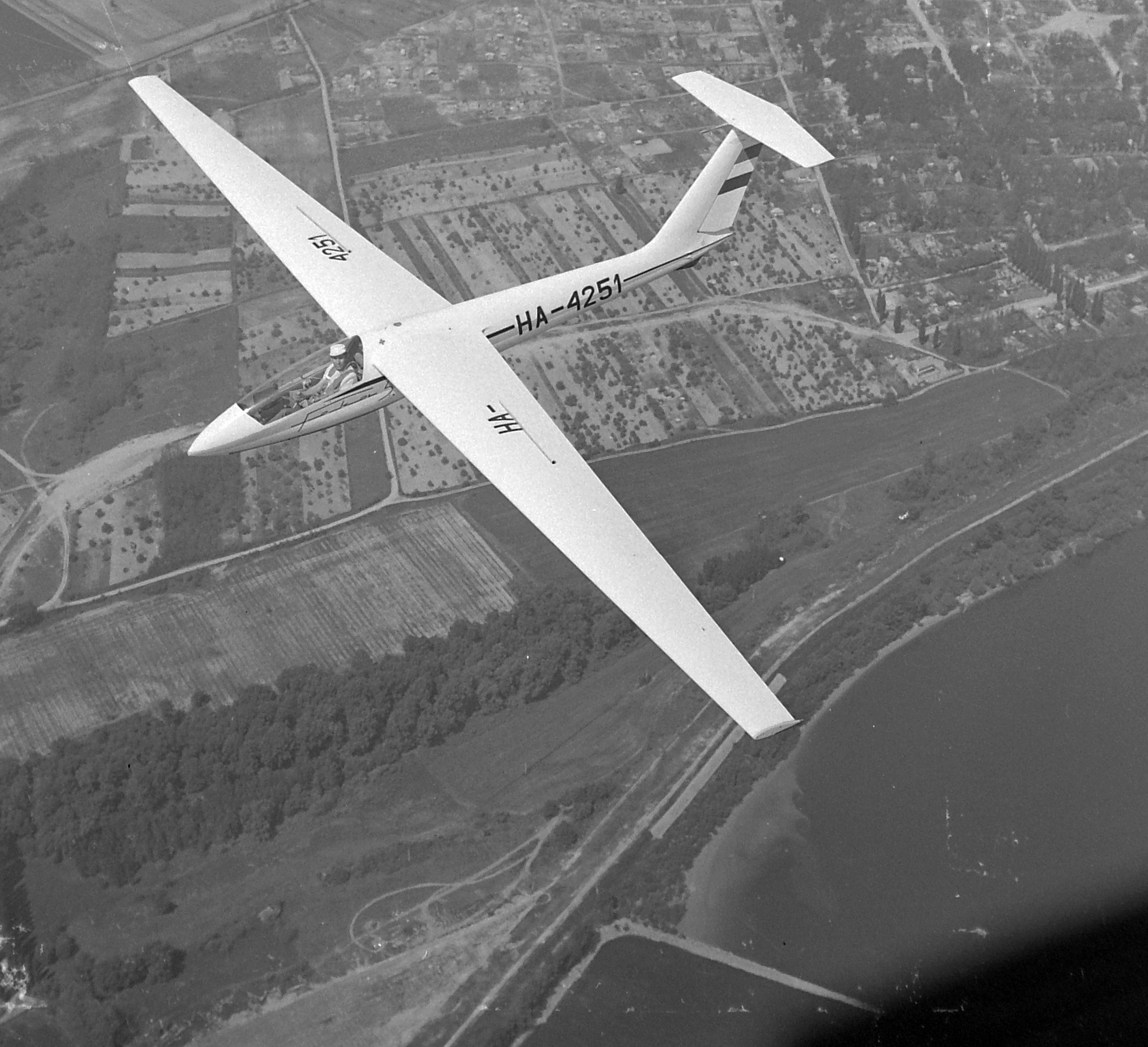
Ungarische Foka 5, 1971

Die Foka 5 entstand als Nachfolger der erfolgreichen Foka 4 von 1960. Entwickelt wurde sie von Władysław Okarmus (1922–1987). Im Gegensatz zum Vorgängermodell erhielt die Foka 5 ein aufgesetztes T-Leitwerk und zur Herabsetzung der Mindestgeschwindigkeit und Verbesserung der Überzieh- und Kreisflugeigenschaften ein verändertes Tragflügelprofil. Außerdem wurde sie mit einer geräumigeren Kabine ausgestattet. Den Erstflug des Prototyps mit dem Luftfahrzeugkennzeichen SP–2504 absolvierte S. Skrzydlewski am 28. November 1966, die Ausstellung des Lufttüchtigkeitszeugnisses erfolgte am 7. Oktober 1967. Die Serienproduktion lief 1968 unter der Bezeichnung SZD-32A an. Im gleichen Jahr nahm die polnische Nationalmannschaft mit der Foka 5 an den in jenem Jahr in Leszno stattfindenden Weltmeisterschaften im Segelflug teil. Jedoch konnte das Modell an die guten Leistungen der Foka 4, mit der Jan Wróblewski 1965 den Weltmeistertitel erringen und mehrere Weltrekorde erfliegen konnte, nicht anknüpfen. Aufgrund ihrer Holzbauweise war sie nicht mehr in der Lage, mit der Weltspitze mitzuhalten. Auch die mit der Foka 4 ausgerüstete und erstmals an einer Weltmeisterschaft teilnehmende DDR-Auswahl konnte wie ihre polnischen Kollegen zu diesem Zeitpunkt keine vorderen Plätze mehr erfliegen. Die Wettbewerbe dominierten die leistungsfähigeren Segelflugzeuge in GFK-Bauweise. Trotzdem wurden bis 1971 insgesamt 134 Fokas gebaut, von denen 97 exportiert wurden. Allein die DDR erhielt 35 SZD-32A, die ab 1969 bei der GST geflogen wurden.
Die Foka 5 findet auch heute noch in Segelflugvereinen Verwendung.

## Sonstiges
Im Juni 1968 wurde der Foka 5 der OSTIV-Preis für das beste Flugzeug in der Standardklasse verliehen.
Am 22. Juni 1973 floh Udo Elke, erfolgreicher GST-Leistungsflieger und zu der Zeit weltweit jüngster Inhaber der Gold C mit 3 Diamanten, bei einem Wettkampf während der in Neustadt-Glewe stattfindenden DDR-Meisterschaften im Segelflug mit einer Foka 5 (Kennzeichen DM-2248, Werknummer W487) in die Bundesrepublik und landete nach einem 450-km-Flug auf einem Zuckerrübenfeld bei Ruploh in Nordrhein-Westfalen. Das Flugzeug wurde einige Zeit später per LKW-Transport von Flugsportlern der DDR, darunter Elkes Trainer, rücküberführt.

## Aufbau
Die Foka 5 ist ein in Ganzholz-Schalenbauweise ausgeführter freitragender Schulterdecker. Der Rumpf ist mit 1,5-mm-Sperrholz beplankt und besitzt einen ovalen Querschnitt, der vordere Teil besteht aus glasfaserverstärktem Kunststoff (GFK). Der trapezförmige Flügel verfügt über ein Laminarprofil, doppelstöckige Bremsklappen aus Metall bei etwa 60 % Tiefe und ist um 2° gepfeilt. Das nichteinziehbare Hauptrad ist halb versenkt hinter einer gefederten Holzkufe angebracht, am Heck befindet sich ein Schleifsporn aus Metall. Die Ruder sind stoffbespannt.

## Technische Daten
| Kenngröße              | Daten (SZD-32A)                                   |
| ---------------------- | ------------------------------------------------- |
| Besatzung              | 1                                                 |
| Länge                  | 7,17 m                                            |
| Spannweite             | 14,98 m                                           |
| Höhe                   | 1,61 m                                            |
| Flügelfläche           | 12,16 m²                                          |
| Flügelstreckung        | 18,5                                              |
| Tragflächenprofil      | Flügelwurzel: NACA 63-3-618 Flügelende: NACA 4415 |
| Flächenbelastung       | 31,7 kg/m²                                        |
| Gleitzahl              | 36,3 bei 85 km/h 34 bei 94 km/h                   |
| geringstes Sinken      | 0,63 m/s bei 77 km/h                              |
| Leermasse              | 256 kg                                            |
| Nutzlast               | 129 kg                                            |
| Startmasse             | maximal 385 kg                                    |
| Mindestgeschwindigkeit | 68 km/h                                           |
| Höchstgeschwindigkeit  | 250 km/h (*)                                      |
| Lastenvielfache        | +6/−3 g                                           |

Dreiseitenriss des Vorgängers SZD-24 Foka 4 mit konventionell angesetztem Höhenleitwerk

* nach 12 Jahren oder 2000 Flugstunden begrenzt auf 220 km/h